# Tape That
Tape That ist ein deutsches Künstlerkollektiv und wurde 2011 von Stephan Meissner, Milan Nguyen und Cedric Goussanou in Berlin gegründet. Das Kollektiv wird als Teil der jüngeren Tape-Art-Bewegung wahrgenommen.
Mitglieder sind aktuell Stephan Meissner, Thomas Meissner, Stefan Busch (Infra), Nicolas Lawin, Adrian Dittert und Cedric Goussanou. Frühere Mitglieder waren Milan Nguyen und Atau Hámos.

## Werdegang
Kurz nach der Gründung waren Tape That international aktiv und nahmen am Sprite Graffiti Festival in Sofia, Bulgarien teil. Zwischen 2012 und 2014 folgten unter anderem weitere Performances beim Reeperbahn Festival in Hamburg, PICelectroNIC in Luxemburg und der Blauen Nacht in Nürnberg, wo sie einen historischen Eisenbahnwagon im Deutsche Bahn Museum beklebten. 2014 waren sie Teil der Street-Art-Ausstellung Kontakt #1 in der Arena Berlin. Im selben Jahr folgte die erste Solo-Ausstellung  Straight Lines im Black Market Collective in Berlin. Gleichzeitig waren Tape That in der Berliner Clubszene aktiv und regelmäßig im Brunnen 70, Kater Holzig, Watergate und auf Festivals wie dem 3000 Grad oder Wilde Möhre.
Gleichzeitig wurden Marken, Start Ups und Agenturen aufmerksam und engagierten Tape That für Live-Performances, Kunstwerke in Büros und im öffentlichen Raum, sowie Workshops. Tape That realisierten unter anderem Auftragsarbeiten für Nike, S. Oliver, Wempe, EA, Zeiss, Schwarzkopf, Volkswagen, Adidas, Deutsche Bahn, SAP, Maserati, Audi, Mercedes-Benz, Samsung, Google, Porsche und IBM.
2015 waren Tape That bei der ersten Gruppenausstellung europäischer Tape Art  Tape It Künstler in der Heyne Kunstfabrik in Offenbach vertreten. 2016 gestalteten sie die Fassade des Berliner Hauptbahnhofs anlässlich seines zehnjährigen Jubiläums. 2017 nahmen sie an der Street Art Ausstellung „The Haus“ in Berlin teil. 2019 fand die bis dahin größte Solo-Ausstellung des Kollektivs im Songshan Cultural and Creative Park in Taipei auf 750 m² statt. Für diese Ausstellung erhielten sie den Red Dot Design Award Best of The Best 2020, den Silver A' Design Award 2020 Exhibition Design und den K Design Award für Team of the year.
Aktuelle öffentlich zugängliche Werke von Tape That finden sich unter anderem in der Ausstellung Berlin Global im Humboldtforum sowie in der Bundeskunsthalle Bonn und im Japanischen Palais in Dresden.

## Philosophie
Der Grundgedanke der Kollektivs liegt in der Idee Kunst aus einem alltäglichen Gebrauchsgegenstand zu erschaffen. So wurde Klebeband zum Hauptmedium ihrer Arbeiten. Im weiteren Verlauf wurde das Spektrum um weitere klebende Materialien hin zu Folien erweitert und entwickelt sich stetig weiter. Im Kern ihrer Arbeiten steht die Auseinandersetzung mit den künstlerischen Möglichkeiten, aber auch den Einschränkungen dieses Mediums. Ihre künstlerischen Wurzeln setzen sich aus den Hintergründen der einzelnen Mitglieder zusammen und finden sich vor allem in zeitgenössischer Urban Art, Graffiti und Design.
Ihre Arbeiten reichen von komplexen und farbenfrohen raumfüllenden Installationen zu minimalistischen schwarzweiß Murals. Die Motive sind vielfältig, teils figürlich, teils abstrakt. Ihre Werke sind in sehr unterschiedlichen Kontexten und Orten, von Museen über Büros urbaner Unternehmen bis zu verlassenen Gebäuden und auf Festivals zu finden und sind überwiegend temporär. Jedes Kunstwerk bezieht die örtlichen Gegebenheiten und den Kontext mit ein. Tape That sind international aktiv, mit dem Ziel Tape Art als eigenständige Kunstform zu etablieren und einem breiteren Publikum zugänglich zu machen.

## Bildergalerie

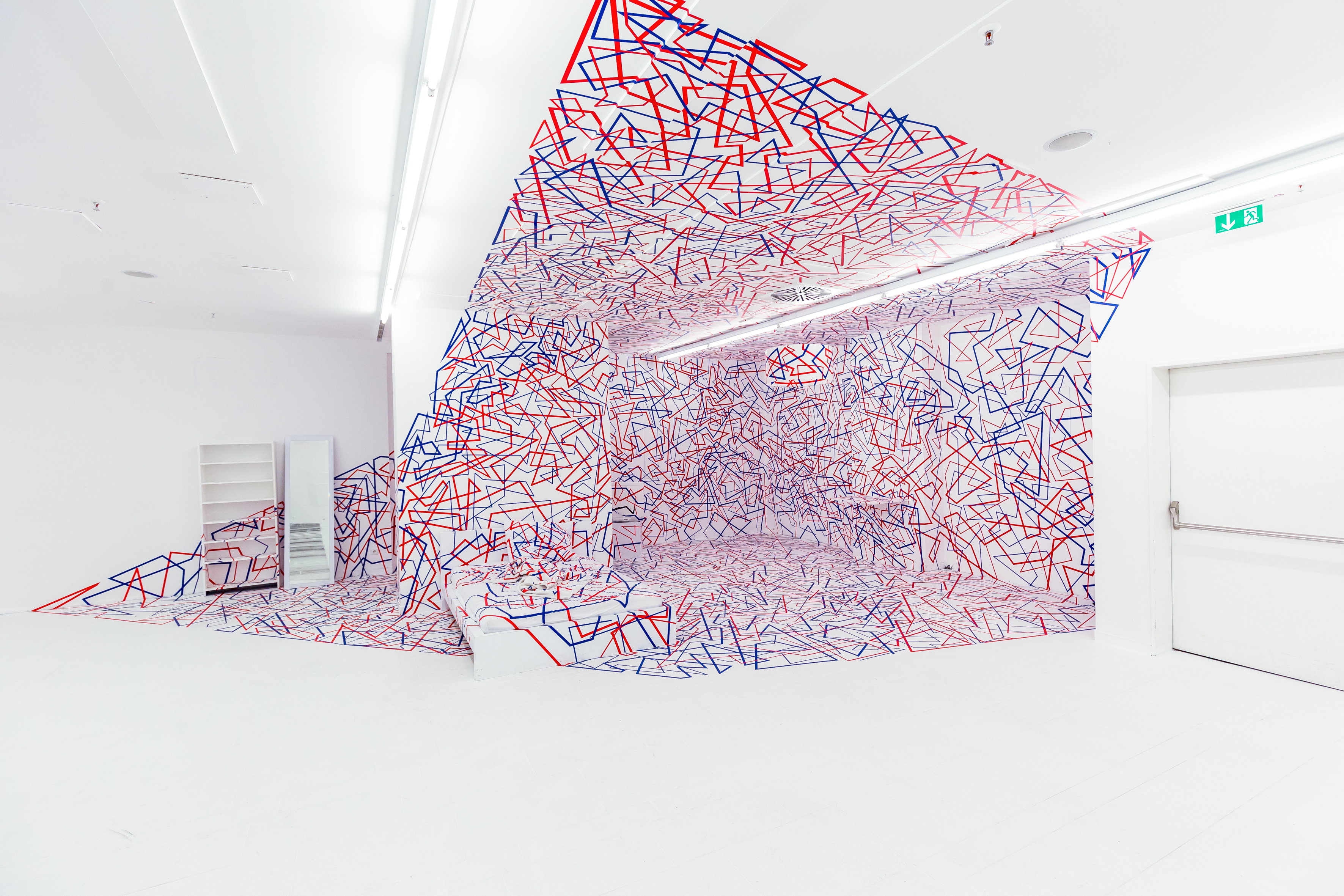
Rauminstallation Tape Tarnung von Tape That 2017
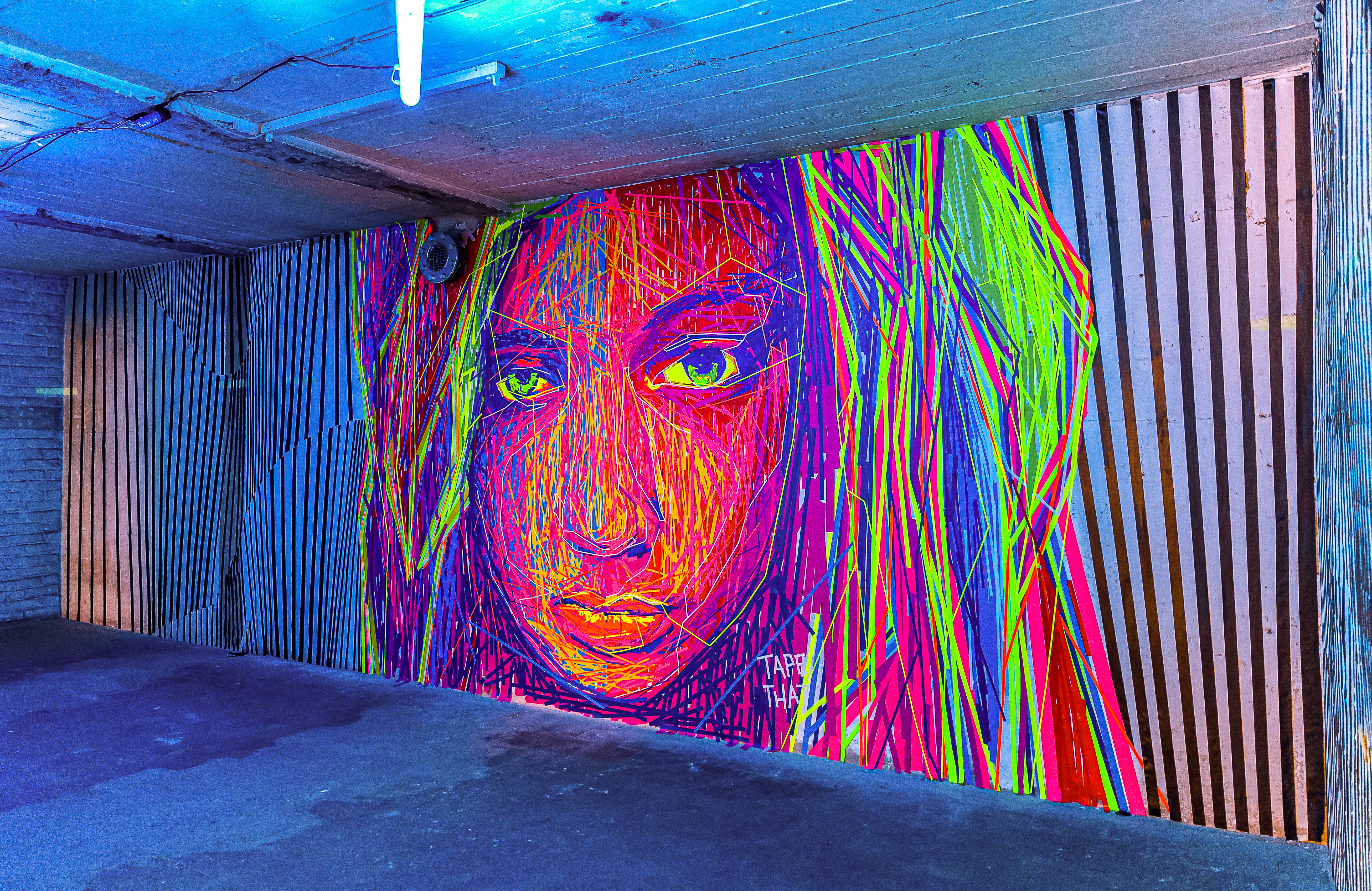
2017_Tape-Art-Wandbild beim Transurban Festival in Köln
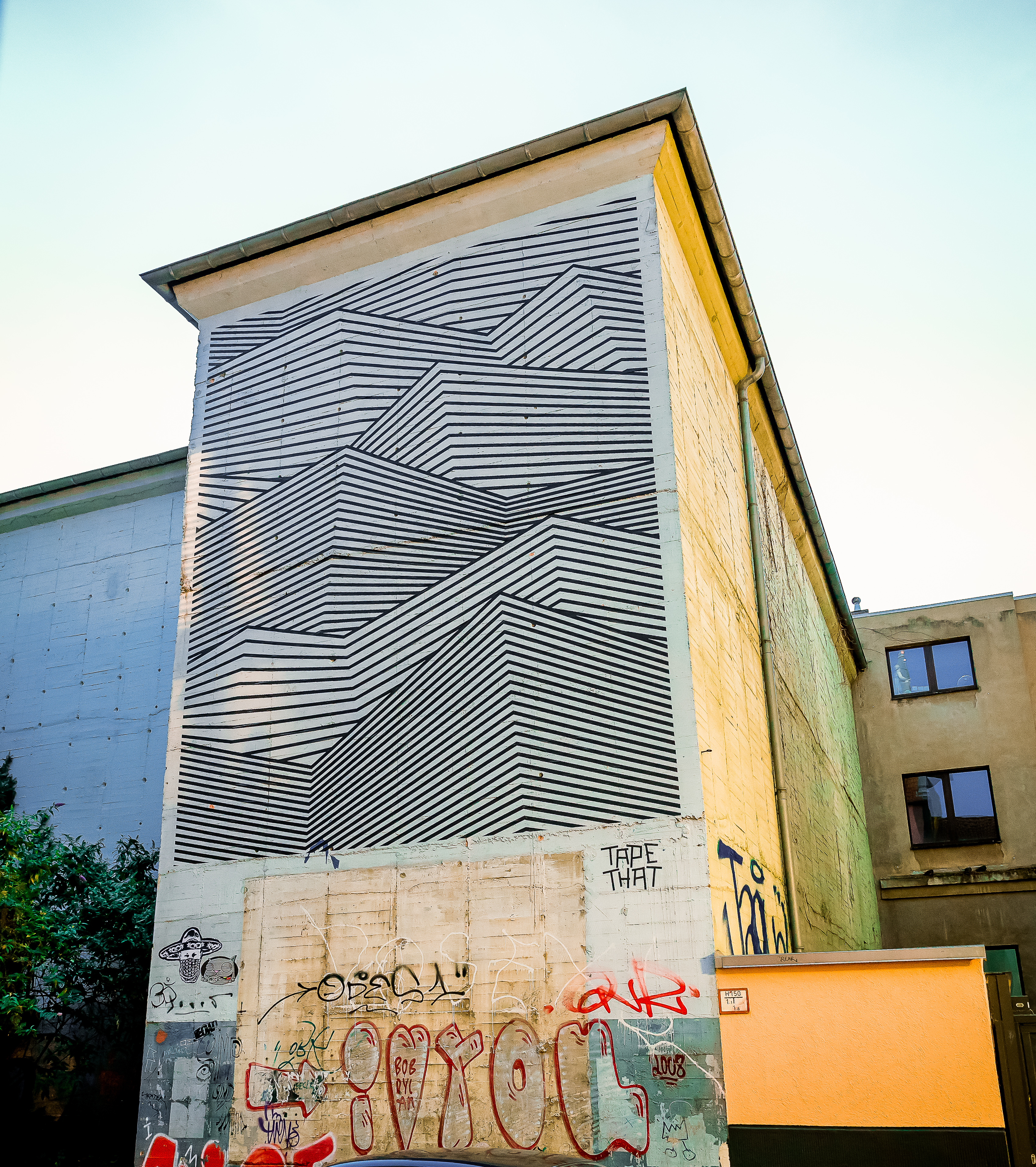
2017 Tape-Art-Fassade beim Transurban-Festival in Köln
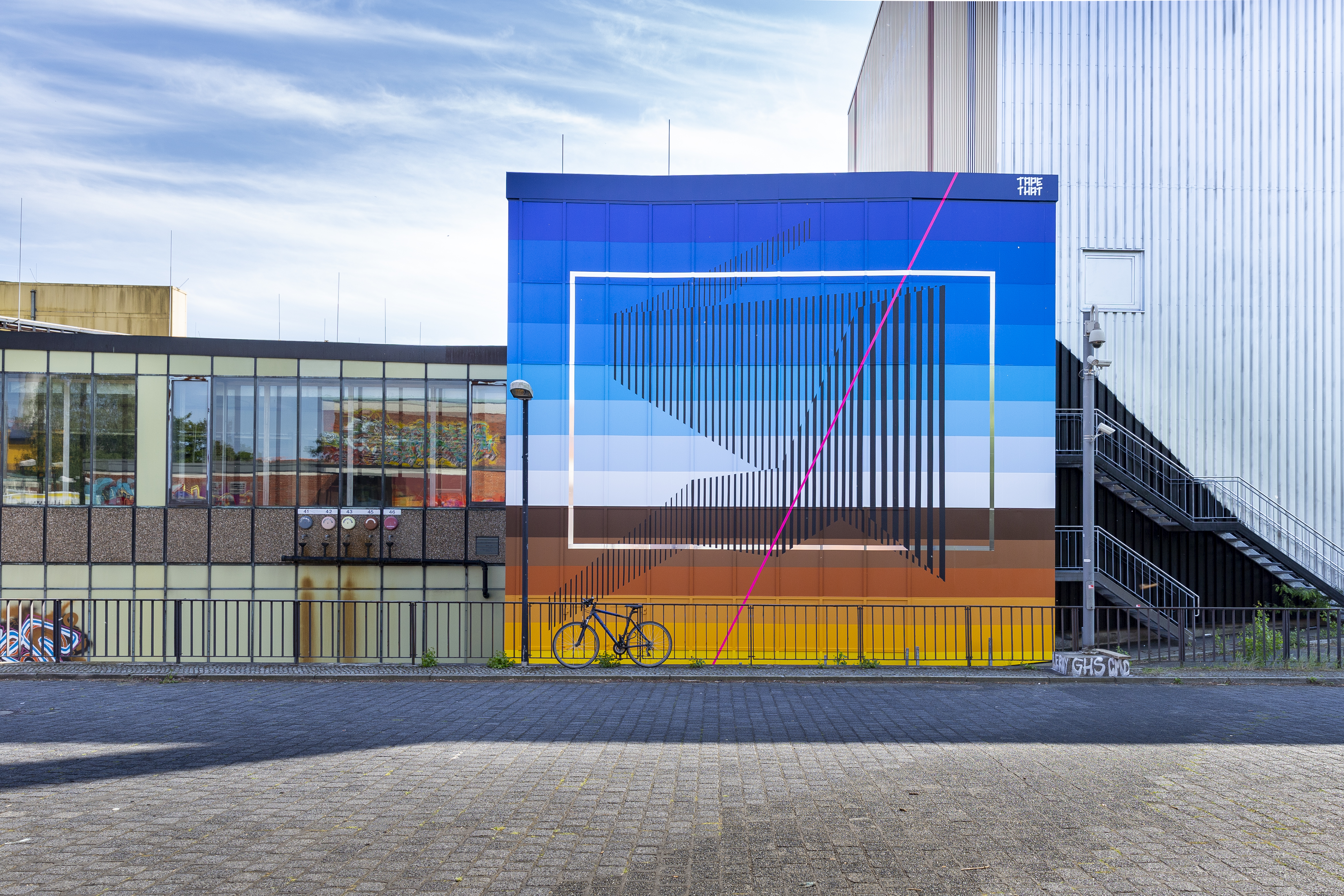
2018 Tape-Art-Fassadenbild beim Berlin-Mural-Fest in Berlin
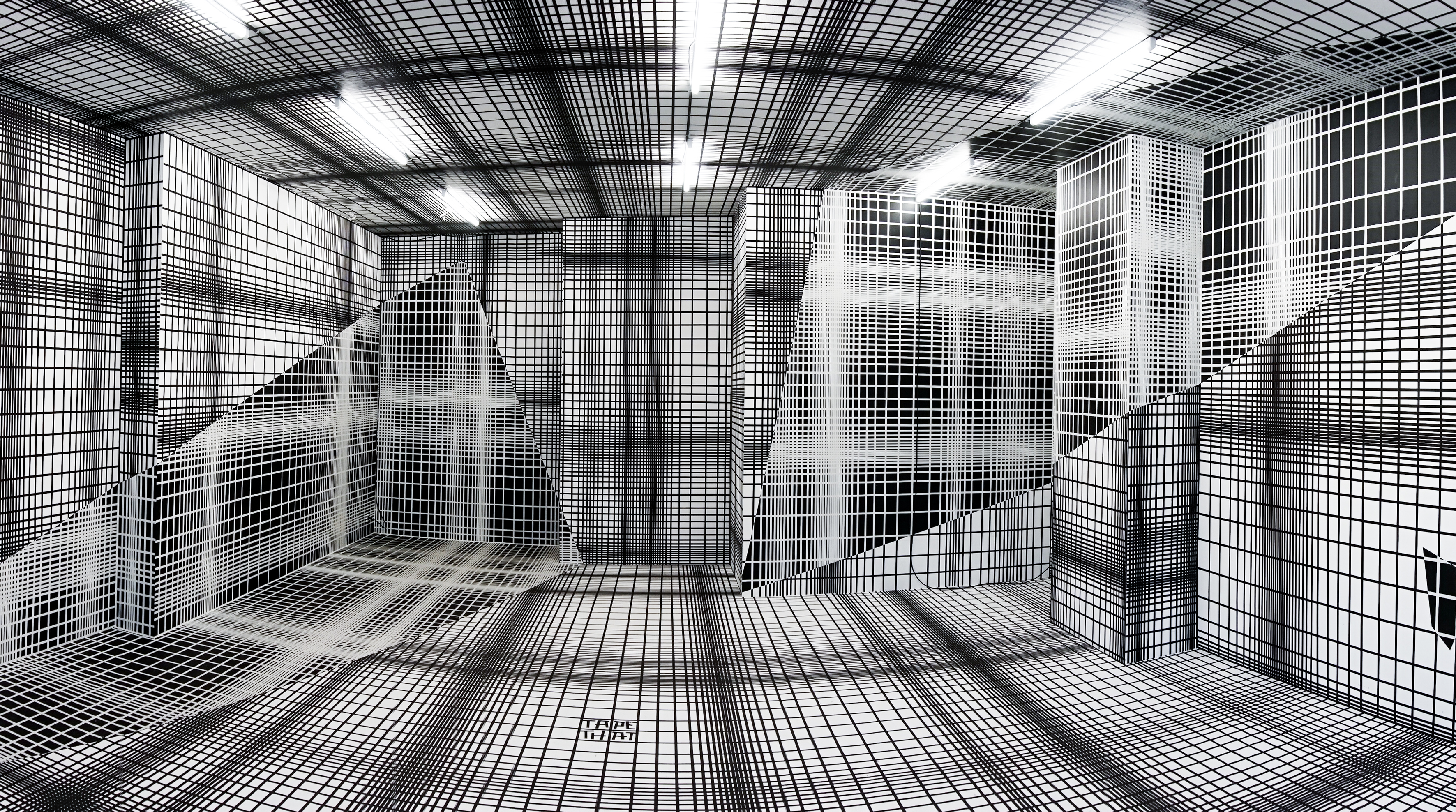
2018 Tape-Art-Rauminstallation beim Reimagine-Street-Art-Projekt in Berlin
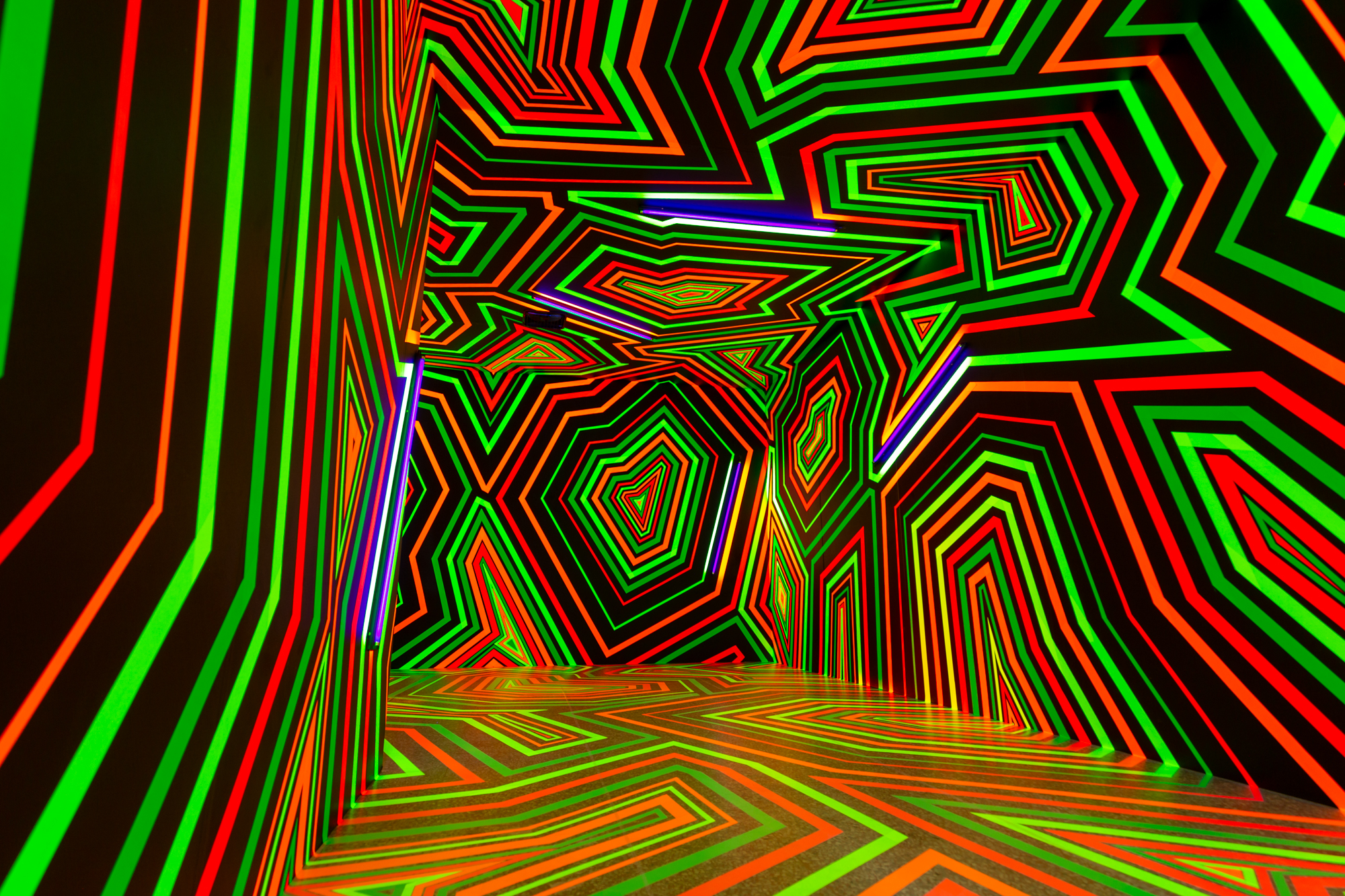
2019 Rauminstallation Tape Splash in der Ausstellung Tape Art by Tape That in Taipei
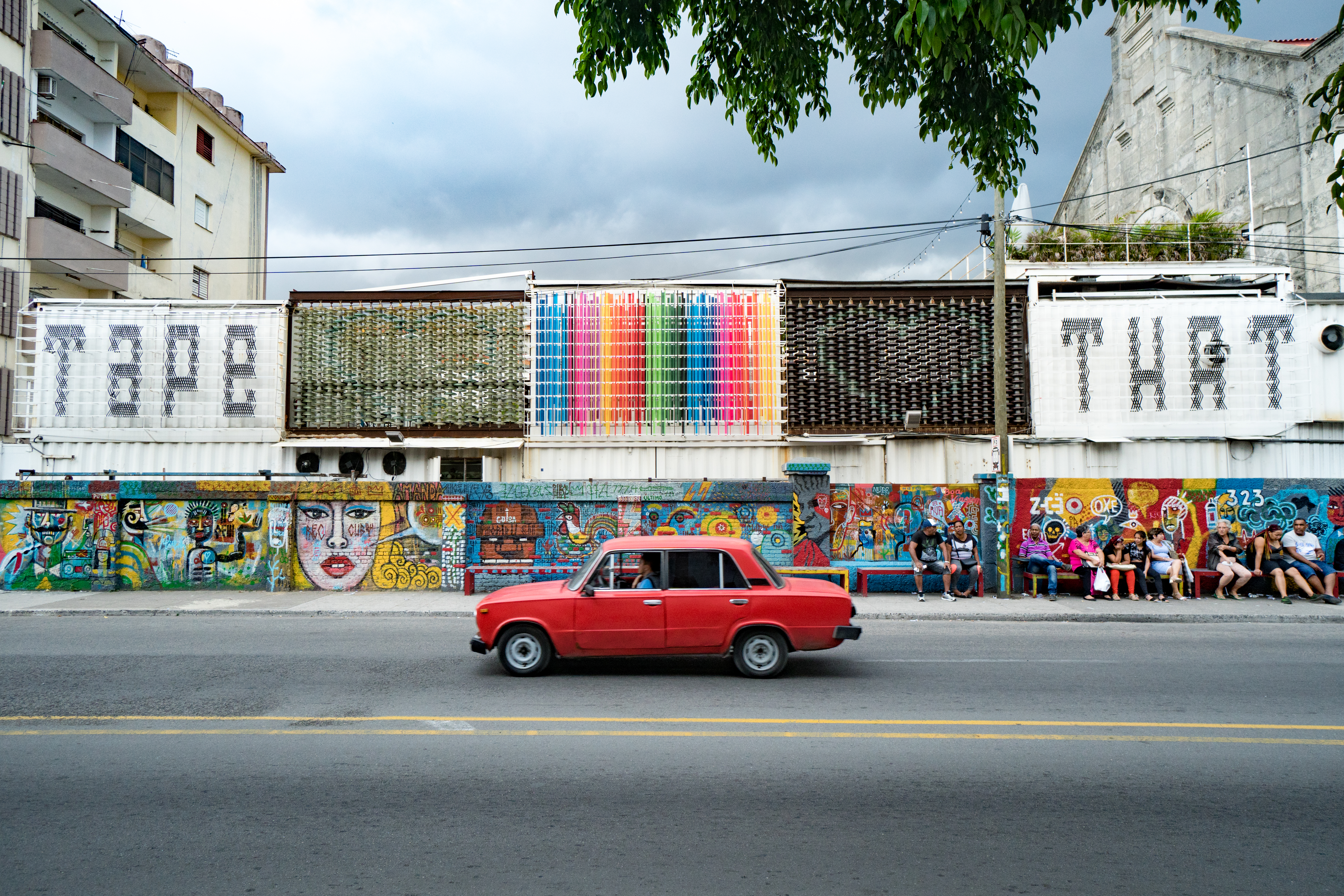
2019 Fassadeninstallation in Havanna

## Tape Art Around The World
Ab 2014 startete das Projekt Tape Art Around The World mit dem erklärten Ziel, Tape Art als eigene Kunstform weltweit bekannter zu machen. In Zusammenarbeit mit verschiedenen Goethe-Instituten, sowie der Deutschen Botschaften und Auslandsvertretungen gab es Ausstellungen, Workshops und Kunstinstallationen in Kambodscha, Spanien, Schweden, China, Vietnam, Belarus, Bolivien, Ägypten, Estland, Guatemala, Indien, Palästinensische Gebiete, Israel, Kuwait, Montenegro, Peru, Namibia, Katar, Russland, Saudi-Arabien, Schweden, U.S.A., Kosovo, Japan, Frankreich, Kuba, Kirgisistan und Litauen.

## Tape-Art-Convention
2016 veranstalteten Tape That die erste Tape-Art-Convention in der Neurotitan Galerie in Berlin. Die Ausstellung wurde mit dem Ziel initiiert, die internationale Tape-Art-Szene zu vernetzen und einen kreativen Austausch unter den Künstlern sowie mit dem Publikum zu ermöglichen. 2018 Fand die zweite Tape-Art-Convention ebenfalls in der Neurotitan Galerie statt. Auf Grund der Corona-Pandemie musste die Tape Art Convention im Jahr 2020 abgesagt und bis auf weiteres verschoben werden. Um dennoch die internationale Tape Art Szene zu vernetzen, wurde der Tape Art Convention Podcast ins Leben gerufen. Internationale Tape Artists sprechen in diesem Podcast von ihren Erfahrungen, künstlerischem Werdegang, Inspiration und Kunststile. Moderiert wird der Podcast von Adrian Dittert und Milan Nguyen.

## Tape Art Academy
2017 gründeten Tape That die Tape Art Academy. In diesem Rahmen fanden regelmäßig Workshops vor allem in Berlin, vereinzelt aber auch in Hamburg und Köln statt, in denen Teilnehmer die Grundtechniken von Tape Art erlernen und eigene Kunstwerke kreieren können.